# G.G.佐藤
GG佐藤（ジージーさとう、本名：佐藤 隆彦〈さとう たかひこ〉、1978年8月9日 - ）は、千葉県市川市出身の元プロ野球選手（外野手・内野手、右投右打）、野球解説者。株式会社トラバース副社長、株式会社トラバースエンジニアリング代表取締役社長を歴任。Eighty-Four所属。
2025年3月31日までは「G.G.佐藤」名義で活動。

## 経歴

### プロ入り前
1978年に千葉県市川市で生まれる。小学校時代から野球を始め、行徳のリトルリーグに在籍。このときのチームメイトには相川亮二がいた。中学時代は野村沙知代がオーナーを務めていた「港東ムース」に在籍し、佐藤は「人生の中で一番キツかったのは沙知代さんにお世話になった港東ムースでの中学三年間。高校、プロでの練習もあれに比べれば楽だった。保護者にも褒めて叱って育てるのよと言ってたのを覚えてます。全国優勝した時は喜んでましたね。」と述べている。中学卒業時に沙知代の夫・野村克也から「念ずれば花ひらく」と書かれた色紙を貰い、現在も大切に保管している。桐蔭学園高等学校から法政大学に進学。
大学時代は内野手としてプレーするがレギュラーの座を奪うことができず、本塁打も通算で1本のみだった。公式戦で外野守備に就いたことは無く、後藤武敏の控えとして後藤が一塁に移動した後に三塁を守った試合が多かったほか、大学3年秋にはシドニーオリンピック予選に出場した阿部真宏の代わりに遊撃手として出場した（4年春にも遊撃手としての出場がある）。この時の体重は104kgで、現在に至るまでの「東京六大学リーグ公式戦に先発出場した遊撃手」として史上最重量。体重は3年春から秋にかけて25キロ増えたが、これはレギュラーを掴めないことに危機感を抱き、「変わりたいんです」と1学年上の根鈴雄次に相談し一緒にトレーニングを積んだ結果で、根鈴にはプロ入り後も師事した。チームメイトに廣瀬純がおり、大学卒業後は廣瀬に追いつき、追い越すことが目標だったという。2008年に廣瀬と再会した時、廣瀬から「お前、すごい選手になったな! 完全に抜かれたわ!」と言われた時は素直に嬉しかったという。リーグ戦通算で36試合61打数15安打12打点。

### フィリーズ傘下時代
卒業後、マイナーリーグ・フィラデルフィア・フィリーズ1Aに入団。大学時代から引き続き内野手としてプレーしていたが、フィリーズ1Aで強肩を見込まれ捕手にコンバートされた。

### 西武時代
2002年に帰国したのち、ジャニーズ事務所に所属するタレントを警備するアルバイトを経験しつつ、西武ライオンズの入団テストを受験。そこで伊東勤（2004年から2007年まで同球団監督）に見出され、2003年のドラフト会議では、西武から7巡目指名を受け、契約金300万円、年俸700万円（金額は推定）で入団合意した。自らの提案で登録名をG.G.佐藤とした。
2004年は、45試合に出場し、打率.298の数字を残した。プロ初本塁打を含む3本塁打も記録。プロ入り後は捕手登録だったが大学時代に本職だった内野手（一塁手）、指名打者で起用され、捕手登録でありながら一軍（パシフィック・リーグ）だけでなく二軍（イースタン・リーグ）でも捕手としての出場は無かった。本人曰く捕手を諦めた理由は松坂大輔のスライダーが捕球できなかったことであるという。8月25日には長打力を買われ3番・指名打者で先発出場した。最終的に、45試合に出場し、打率.298、3本塁打、8打点を記録。オフの契約更改では、新人選手としては異例となる契約保留を行った。
2005年は、捕手が多いというチーム事情から打撃に専念するため、この年から正式に内野手（主に一塁手）となり、さらに同年後半から外野手に再転向。8月20日に右翼手でプロ初の外野守備に就く。二軍では打率.372・13本塁打と好成績を収めていたが、一軍では打率.214と振るわず、前年より出場機会を減らす結果となった。
2006年は、シーズン開幕から外野手登録されたため、プロ入り3年目で捕手・内野手・外野手の3通りで登録されたことになる。伊東監督から「キャンプで最も成長した選手」として名前を挙げられるなど実力をつけ、初の開幕スタメンの座を勝ち取り、打率も4割を越え首位打者を争う活躍を見せた。しかし、突然の打撃不調に陥り、打率.250付近まで下がってしまい、広島東洋カープから移籍した福地寿樹の活躍などもあり、6月に二軍降格。外野手登録されたことで守備時の動きを軽くしようと趣味のウエイトトレーニングを控えて体重を減らしたことが後半のスタミナ不足につながった。二軍では打率.310でチームトップの11本塁打を打つなど格の違いを見せつけ、9月19日に再昇格されるも活躍できず、10月3日に再降格されてシーズンを終えた。
2007年は、オープン戦で前年と同じように打ちまくり、5本塁打を打つなど好調ぶりをアピールして、開幕一軍入りを果たした。起用に応えて開幕戦・開幕2戦目と2試合連続本塁打を打ったほか、4月28日の対千葉ロッテマリーンズ戦でヒーローインタビューを受けた際、2007年における自身のキャッチフレーズを、「ファンを愛し、ファンに愛される選手になりたい」思いから「愛の波動砲 G.G.佐藤」と宣言した。7月にはアレックス・カブレラが離脱したため空位になった4番候補に江藤智・和田一浩とともに名前が挙げられ、調子を上げていたG.G.佐藤が抜擢されて7月11日から4番を任され、カブレラ、和田が不振の時にはクリーンナップを任された。ヒーローインタビューと同時に発売すると予告していた自身の肉体がプリントされた「キモティーシャツ」が7月7日の対福岡ソフトバンクホークス戦でのヒーローインタビュー開始と同時に限定300枚で販売された。後半に少し調子を落としたが右翼手のレギュラーは譲らず、初めて1年を通して一軍に帯同し、規定打席に初到達。本塁打もリーグ5位の25本と量産し、長打率はリーグ4位の.510と5割を越えるなど、中軸打者として活躍した。この年は年間通じて失策を1つも犯さず、守備率10割を達成した。規定打席到達者で年間無失策だったのは、両リーグ通じて大村直之とG.G.佐藤の2人だけだった。補殺数でもリーグ外野手部門4位を記録するなど、肩の強さも見せた。オフの契約更改において、希望額と球団の提示額との間に1000万円程度の開きがあったと報じられるなど折り合いがつかず、6度契約を保留し越年となり、球団初の代理人を立てての交渉となった。翌年1月には年俸調停をパシフィック・リーグ会長に申し立てた。年俸調停の申し立ては2000年の下柳剛以来だったが、申し出は受理されず、再び当事者間で交渉するようパ・リーグから指示を受けた。このため2008年の春季キャンプは自費参加となった。その際、既に契約している他の選手に出場機会を与えるとの理由で、2月16日から始まる紅白戦で佐藤を参加させない措置が行われたが、選手会から問い合わせがあったことと、若手選手をある程度試したいとの理由から20日に解除された。12球団最後の契約更改終了者となったが、2月22日の9度目の交渉で2400万円増となる推定年俸3700万円＋出来高払い500万円で契約を更改。納得するまで妥協しないのは「アメリカでの生活で身についたこと」とコメントしている。
2008年4月8日に人生初のサヨナラ本塁打を打った。その際、報道で同年1月中旬に一般女性と結婚していたと報じられた。夫人とは2006年オフに知り合ったという。

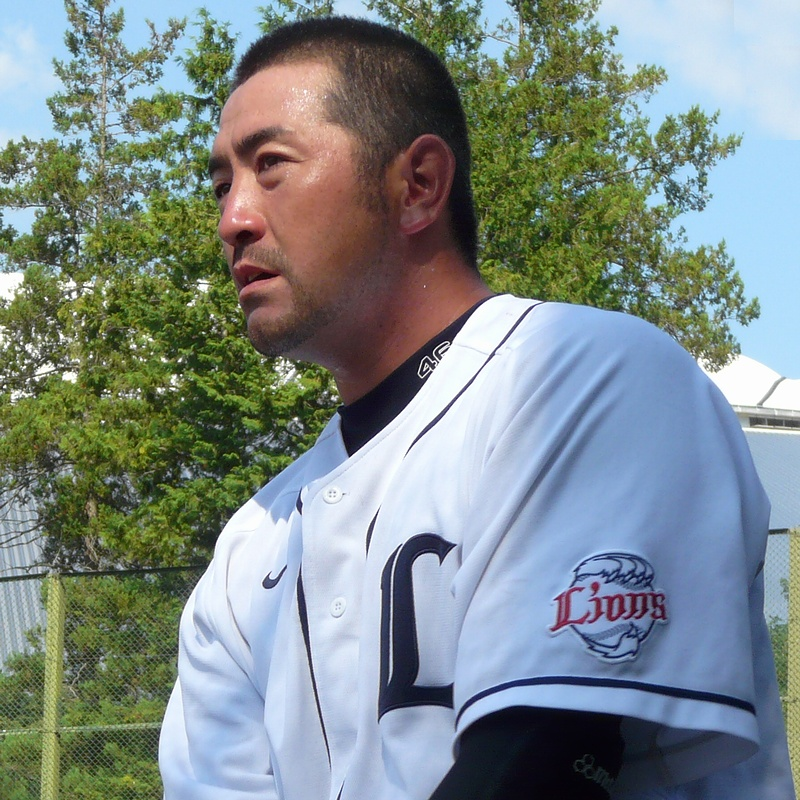
西武時代（2010年8月26日）

5月の月間成績で打撃3部門すべてリーグトップに立ち（打率.389・9本塁打・23打点）、初の月間MVPを受賞。移籍した和田の穴を完璧に埋める活躍を見せた。4月10日から16日までプロ野球タイ記録（10人目）となる6試合連続二塁打を記録した（翌年に金子誠が更新）。また、4月25日のオリックス・バファローズ戦（西武ドーム）では球団通算7500本塁打となる本塁打を放った。5月22日・23日には3打席連続本塁打を記録した。7月7日発表のオールスターファン投票結果では、セ・パ通じての最高得票数（367,837票）を獲得して初選出、同年から始まった選手間投票でも476票を集め、全選手通じてのトップだった。交流戦に入っても好調さは変わらず、北京オリンピック野球日本代表・外野手として追加招集され、その後メンバーに選出される。ところが、そこで力を発揮できず、特に守備においては本来の守備位置である右翼ではなくプロ入り以降あまり起用されていなかった左翼の守備に配置されるも、準決勝の対韓国戦では3失点に絡む2失策を、3位決定戦（対アメリカ戦）でも3失点に絡む落球の失策を犯すなど、3失策により大きく精彩を欠いてしまった。
妻に「死にたい」とメールを送るなど強いショックを受け、マスコミからも「G.G.佐藤、A級戦犯」「エラーのE.E.佐藤」などと書き立てられる事態となった。この精神的ショックから帰国後に球団から「自らの好守ばかりを20分程度に編集したビデオを見続ける」などのメンタルケアを受けることも検討されたが、最終的には渡辺久信の意向により行われなかった。中学時代から知己のあった野村克也が「G.G.、お前エラーしたけど、人の記憶に残ってるのは誰だ。星野とお前だけだ。北京でエラーしたお前の勝ちだ」と後にG.G.佐藤を励ましたと、2024年4月10日にYouTubeチャンネル『ダグアウト!!!』で公開された動画で明かした。チーム復帰後の数試合は出場したが、骨膜炎（再検査で疲労骨折と判明）によって9月16日から登録抹消となり、クライマックスシリーズや読売ジャイアンツ（巨人）との日本シリーズでも登録メンバーから外された。しかし、前半戦に補殺を多く記録しており、9月のJA全農Go・Go賞、強肩賞を獲得した。この年も契約交渉が長引き、結局2年連続で12球団最後の契約更改者となったものの、2月27日に3000万円増となる推定年俸6700万円＋出来高払い500万円でサインした。
2009年は、4月27日に第一子（長女）が誕生。この日は月曜日で試合が無く、生まれたばかりの愛娘を抱く機会があった。両手で優しく抱いていた時に、「ん!? これ、新しいスイングのヒントになるのでは…?」とコメント。前半戦は打率.260とあまり活躍は目立たなかったが、9月にはリーグトップの打率.400・9本塁打で2度目の月間MVPを帆足和幸と同時受賞した。終盤の活躍で成績を一気に上げ、打率.291・25本塁打（リーグ4位）・83打点（同6位）を記録した。オフに、3800万円増となる1億500万円＋出来高払い1500万円で契約を更改した。
2010年は、正式に左翼手へコンバートされる。オープン戦首位打者で開幕を迎えたが、打率が2割前後と低迷、三振率の悪化も目立ち、7月2日に2度目の二軍落ちするとそのまま昇格することなくシーズンを終えた。また、9月には両肘と左肩のクリーニング手術と苦しい1年だった。12月8日、減額制限いっぱいとなる4200万円減の6300万円で契約を更改した
2011年は、若手起用というチーム方針によって一軍昇格することなく、10月9日に戦力外通告を受けた。

### イタリア・ボローニャ時代

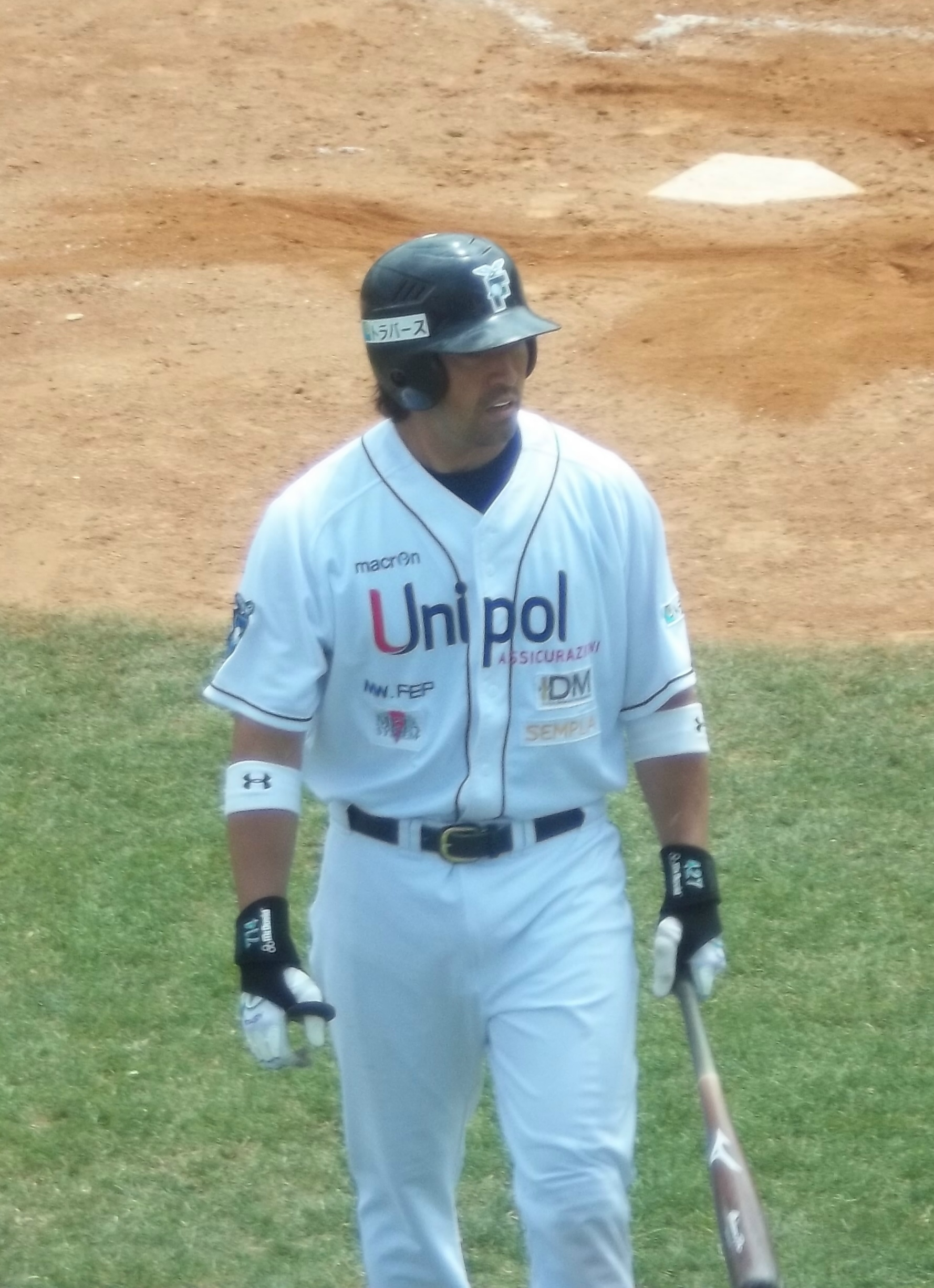
ボローニャ時代（2012年）

2012年からイタリアンベースボールリーグのフォルティチュード・ボローニャ1953と契約し、42試合の出場で打率.319（リーグ14位）、3本塁打（同13位タイ）、22打点（同23位タイ）、OPS.847（同16位タイ）の成績を残すが、8月21日解雇された。

### クラブチーム時代
「プロ野球選手としては十分な生活を送れたため、プロ野球に戻る気はないが、野球との接点まで絶ってしまいたくはない」という理由で、2012年9月26日に、富山県のクラブチームであるロキテクノベースボールクラブへ選手兼コーチとして入団。選手として対外試合にも出場した。しかし、西武時代の恩師である伊東が、同年のシーズン終了後にロッテの一軍監督へ就任したことから心境が一変。結局、クラブへの在籍期間は、およそ2か月にとどまった。

### ロッテ時代
伊東からの誘いをきっかけに、「（中学生時代から所属していなかった）地元・千葉県内のチームで野球人生の最期を送れたら最高」という思いに至ったことから、2012年11月にロッテの秋季キャンプへ参加。キャンプ中の入団テストを経て入団を果たすとともに、1年ぶりにNPBへ復帰した。背番号は「48」で、登録名は「G.G.佐藤」。
2013年は、公式戦の開幕を一軍で迎えると、3月30日の対オリックス戦に代打でNPB復帰後初安打を打った。一時は不振で二軍生活を送ったが、8月24日の対楽天戦では、NPB復帰後の一軍初本塁打を辛島航からの満塁本塁打で記録した。レギュラーシーズンでは一軍公式戦で30試合の出場にとどまったが、チームのシーズン3位で迎えたポストシーズンでは、10月23日に楽天とのクライマックスシリーズファイナルステージ第4戦で辛島から3点本塁打を打った。チームはこの本塁打で一時逆転したが、日本シリーズへの進出には至らなかった。
2014年は、一軍公式戦への出場がなく、10月5日に球団から戦力外通告を受け、退団した。

### ロッテ退団後
ロッテ退団後は実父が社長を務める株式会社トラバース（住宅測量・地盤改良会社）に就職。開発営業部のマネジャーを務めながら、休日には社内の軟式野球チームでプレーを続けている。2020年現在も稀に試合に出場しており、出場時にはプレイングマネージャーとして采配も振る。2015年末からは、西武時代のチームメイトだった梅田尚通・林﨑遼・前川恭兵（いずれも同年限りで戦力外通告→現役引退）が入社したため、再び3人の同僚になっている。現在はトラバースの千葉営業所所長を兼務しつつ、2021年4月より副社長に就任している。また、同時期に関連会社のトラバースエンジニアリングの代表取締役社長にも就任している。
また、タレントとしてバラエティ番組等にも出演しているほか、2016年からは東日本放送や日テレNEWS24、テレビ埼玉（本数契約）の野球解説者としても活動している。2017年4月23日放送のNHK大河ドラマ『おんな城主 直虎』では俳優として初めて出演した（#出演参照）。
2018年2月18日放送の『ジャンクSPORTS』で「球団に嫌われていたと思います」「プロ野球は実力の世界だと勘違いしていた」とし、「やっぱ人間関係なんだな」と語った。
2020年には『ABEMA バズ!パ・リーグ』に元プロ野球選手の肩書で出演。2021年にYouTubeチャンネル「パワプロ・プロスピ公式チャンネル」の『スピチャン 後夜祭特番【プロスピA】』に里崎智也と出演したことをきっかけに、トラバースの公式YouTubeチャンネル「トラバースTV」での動画配信活動を開始し、「トラバースTV」のMCを務めている。なお、同チャンネルの2022年10月11日の動画投稿を最後に、更新が停滞している。
2021年6月18日「トラバースTV」の動画内にて、ロッテ時代の後輩で同球団を退団した清田育宏に株式会社トラバースが保有する野球グラウンドを練習場所として提供、自身も練習相手としてサポートしていることを明かした。また、7月7日にも再び練習動画が公開され、2021年シーズン中にNPBに復帰できなかった場合は12球団合同トライアウトに参加する考えがあることを佐藤が代弁した。

### 現役引退とその後
ロッテ退団から8年後の2022年3月30日、トラバースTVにて現役引退を発表し、併せて、トラバースの冠スポンサーマッチとして4月29日に行われるBCリーグ公式戦、埼玉武蔵ヒートベアーズ対神奈川フューチャードリームスで引退試合を行うことも発表した。その後、4月25日に埼玉に選手として入団することが発表され、29日の1試合に出場するための登録ではあるが、現役復帰と報じられた。
引退試合は「1番・指名打者」として出場。1打席目にBCリーグ初打席初安打となる中前打を記録すると、2打席目は三塁手牧田龍輝の失策で出塁。3打席目には左翼線を破る長打コースの打球を放つも、一塁で止まり単打となった。さらに4打席目には、元北海道日本ハムファイターズ・読売ジャイアンツの乾真大から適時二塁打を放ち、猛打賞を記録。4打数3安打1打点全打席出塁の活躍だった。また、打席時にはロッテ応援団の許可の上、埼玉武蔵の応援団によってロッテ時代の応援歌が演奏された。引退セレモニーではニッチローが登場し、松坂大輔の引退セレモニーをまねた演出で、場内を盛り上げた。試合後には、「体力の限界……（一試合で）気力もなくなり引退することになりました」と、埼玉球団を通じて現役引退を発表した。
2023年7月18日、北海道フロンティアリーグのKAMIKAWA・士別サムライブレイズは、佐藤と選手契約を締結したことを発表した。球団YouTubeチャンネル掲載の入団発表動画では、試合出場は8月26日と27日の2日間とされ、契約期間はシーズン終了まで。予定通り、8月26日と27日の3試合に出場したが、一度も出塁できなかった。
同年9月15日、トラバースを退職し、独立した。社長である実父と経営方針を巡って対立したためという。
2025年3月30日深夜に放送された『World Baseballエンタテイメント たまッチ!』（フジテレビ）にゲスト出演した際、エンディングで「GG佐藤」への改名を発表した。

## 選手としての特徴
右手でしっかりとボールを押し出しているため、左右に強い打球を運ぶことができる長打力を持ち味とする。また、ファーストスイング時の打率が2010年に.310、2009年に.394と高い。
走塁でも本塁から一塁到達まで4.27秒と平均レベルであり、右翼守備では前述のように、2007年に年間無失策を記録したこともある。

## 人物
登録名の「G.G.」の由来は、中学生時代に同級生から「猫背で顔がジジくさい」と言われたため（ジジ→爺→G.G.）とされていたが、佐藤本人によれば、港東ムース時代にオーナーだった野村沙知代から「シャキッとしなさい。ジジイじゃないんだから」と叱られたのがきっかけだったと云う。なお、登録名にアルファベット表記を採用したのは、日本人選手としては同じく2004年よりのSHINJO（新庄剛志）と共に初めてである。
西武時代のヒーローインタビューでは「キモティーーーッ!」と絶叫するパフォーマンスを行っていた。
2007年に放送された『プロ野球握力王決定戦』という企画では右手58.0kgを記録。
2015年11月2日放送分の『しくじり先生　俺みたいになるな!!』では「本番に超弱かった」と自ら語り、西武時代に自分を大きく見せるために一匹狼を気取り、グラウンドで結果さえ出せばいいと考えていたことから、チームメイト、球団、西武以外の野球ファンに嫌われていたと分析していた。
2025年2月4日、自身のXにて「脳ドッグやったら右の脳が生まれつき足りないと言われた。」と画像付きで脳に欠陥があったことを報告した。

## 詳細情報

### 年度別打撃成績
| 年 度     | 球 団     | 試 合 | 打 席 | 打 数 | 得 点 | 安 打 | 二 塁 打 | 三 塁 打 | 本 塁 打 | 塁 打 | 打 点 | 盗 塁 | 盗 塁 死 | 犠 打 | 犠 飛 | 四 球 | 敬 遠 | 死 球 | 三 振 | 併 殺 打 | 打 率 | 出 塁 率 | 長 打 率 | O P S |
| --------- | --------- | ----- | ----- | ----- | ----- | ----- | -------- | -------- | -------- | ----- | ----- | ----- | -------- | ----- | ----- | ----- | ----- | ----- | ----- | -------- | ----- | -------- | -------- | ----- |
| 2004      | 西武      | 45    | 63    | 57    | 9     | 17    | 2        | 0        | 3        | 28    | 8     | 0     | 0        | 0     | 1     | 4     | 0     | 1     | 17    | 1        | .298  | .349     | .491     | .840  |
| 2005      | 西武      | 37    | 59    | 56    | 3     | 12    | 3        | 0        | 2        | 21    | 3     | 0     | 0        | 0     | 0     | 2     | 0     | 1     | 17    | 3        | .214  | .254     | .375     | .629  |
| 2006      | 西武      | 45    | 138   | 133   | 18    | 33    | 6        | 0        | 4        | 51    | 17    | 2     | 0        | 0     | 0     | 3     | 0     | 2     | 42    | 1        | .248  | .275     | .383     | .659  |
| 2007      | 西武      | 136   | 542   | 486   | 65    | 136   | 31       | 3        | 25       | 248   | 69    | 7     | 7        | 0     | 2     | 38    | 2     | 16    | 103   | 13       | .280  | .351     | .510     | .861  |
| 2008      | 西武      | 105   | 432   | 388   | 62    | 117   | 30       | 1        | 21       | 212   | 62    | 1     | 3        | 0     | 2     | 31    | 2     | 11    | 62    | 11       | .302  | .368     | .546     | .914  |
| 2009      | 西武      | 136   | 556   | 502   | 69    | 146   | 34       | 0        | 25       | 255   | 83    | 1     | 1        | 1     | 1     | 43    | 4     | 9     | 121   | 20       | .291  | .357     | .508     | .865  |
| 2010      | 西武      | 53    | 179   | 162   | 13    | 33    | 4        | 0        | 6        | 55    | 19    | 1     | 1        | 0     | 4     | 12    | 0     | 1     | 52    | 1        | .204  | .257     | .340     | .596  |
| 2013      | ロッテ    | 30    | 54    | 51    | 6     | 13    | 5        | 0        | 2        | 24    | 9     | 0     | 1        | 0     | 0     | 3     | 0     | 0     | 15    | 3        | .255  | .296     | .471     | .767  |
| 通算：8年 | 通算：8年 | 587   | 2023  | 1835  | 245   | 507   | 115      | 4        | 88       | 894   | 270   | 12    | 13       | 1     | 10    | 136   | 8     | 41    | 429   | 53       | .276  | .338     | .487     | .825  |

### 年度別守備成績
| 年 度 | 一塁  | 一塁  | 一塁  | 一塁  | 一塁  | 一塁     | 外野  | 外野  | 外野  | 外野  | 外野  | 外野     |
| 年 度 | 試 合 | 刺 殺 | 補 殺 | 失 策 | 併 殺 | 守 備 率 | 試 合 | 刺 殺 | 補 殺 | 失 策 | 併 殺 | 守 備 率 |
| ----- | ----- | ----- | ----- | ----- | ----- | -------- | ----- | ----- | ----- | ----- | ----- | -------- |
| 2004  | 21    | 65    | 2     | 1     | 7     | .985     | -     | -     | -     | -     | -     | -        |
| 2005  | 10    | 21    | 1     | 1     | 1     | .957     | 3     | 3     | 0     | 0     | 0     | 1.000    |
| 2006  | -     | -     | -     | -     | -     | -        | 38    | 55    | 4     | 1     | 2     | .983     |
| 2007  | 3     | 12    | 0     | 0     | 2     | 1.000    | 131   | 267   | 7     | 0     | 2     | 1.000    |
| 2008  | -     | -     | -     | -     | -     | -        | 99    | 167   | 9     | 1     | 2     | .994     |
| 2009  | -     | -     | -     | -     | -     | -        | 117   | 185   | 4     | 2     | 1     | .983     |
| 2010  | 2     | 13    | 0     | 0     | 1     | 1.000    | 44    | 70    | 0     | 2     | 0     | .972     |
| 2013  | 2     | 3     | 0     | 1     | 0     | .750     | 4     | 5     | 0     | 0     | 0     | 1.000    |
| 通算  | 38    | 114   | 3     | 3     | 11    | .975     | 436   | 752   | 24    | 6     | 7     | .992     |

### 表彰
NPB
- 月間MVP：2回（打者部門：2008年5月、2009年9月）
- ホームランダービー優勝：1回（2008年第1戦[注 2]）
- JA全農Go・Go賞：1回（強肩賞：2008年9月）

### 記録

#### NPB
初記録
- 初出場：2004年3月30日、対福岡ダイエーホークス2回戦（福岡ドーム）、9回表に細川亨の代打で出場
- 初打席：同上、9回表に水田章雄の前に三振
- 初先発出場：2004年4月4日、対オリックス・ブルーウェーブ1回戦（西武ドーム）、「7番・一塁手」で先発出場
- 初安打・初打点：2004年4月5日、対オリックス・ブルーウェーブ2回戦（西武ドーム）、6回裏にトレイ・ムーアから中前適時打
- 初本塁打：2004年6月13日、対千葉ロッテマリーンズ14回戦（西武ドーム）、4回裏に高木晃次から左越ソロ
- 初盗塁：2006年4月25日、対北海道日本ハムファイターズ4回戦（インボイスSEIBUドーム）、2回裏に二盗（投手：コリー・リー、捕手：髙橋信二）

その他記録
- オールスターゲーム出場：1回（2008年）
- 西武球団通算7500本塁打：2008年4月25日、対オリックス・バファローズ7回戦（西武ドーム）で記録[15][16]

### 独立リーグでの年度別打撃成績
| 年 度    | 球 団    | 試 合 | 打 席 | 打 数 | 得 点 | 安 打 | 二 塁 打 | 三 塁 打 | 本 塁 打 | 塁 打 | 打 点 | 盗 塁 | 盗 塁 死 | 犠 打 | 犠 飛 | 四 球 | 敬 遠 | 死 球 | 三 振 | 併 殺 打 | 打 率 | 出 塁 率 | 長 打 率 | O P S |
| -------- | -------- | ----- | ----- | ----- | ----- | ----- | -------- | -------- | -------- | ----- | ----- | ----- | -------- | ----- | ----- | ----- | ----- | ----- | ----- | -------- | ----- | -------- | -------- | ----- |
| 2022     | 埼玉     | 1     | 4     | 4     | 2     | 3     | 1        | 0        | 0        | 4     | 1     | 0     | 0        | 0     | 0     | 0     | -     | 0     | 0     | 0        | .750  | .750     | 1.000    | 1.750 |
| 2023     | 士別     | 3     | 5     | 5     | 0     | 0     | 0        | 0        | 0        | 0     | 0     | 0     | 0        | 0     | 0     | 0     | -     | 0     | 1     | 0        | .000  | .000     | .000     | .000  |
| BCL：1年 | BCL：1年 | 1     | 4     | 4     | 2     | 3     | 1        | 0        | 0        | 4     | 1     | 0     | 0        | 0     | 0     | 0     | -     | 0     | 0     | 0        | .750  | .750     | 1.000    | 1.750 |
| HFL：1年 | HFL：1年 | 3     | 5     | 5     | 0     | 0     | 0        | 0        | 0        | 0     | 0     | 0     | 0        | 0     | 0     | 0     | -     | 0     | 1     | 0        | .000  | .000     | .000     | .000  |

### 背番号
- 46（2004年 - 2012年、2023年7月18日 - 同年終了）
- 48（2013年 - 2014年、2022年4月25日 - 同月29日）

### 登場曲
- 「Gee」 / 少女時代（ロッテ、埼玉武蔵時代）[73]

## 関連情報

### 著書
- 『妄想のすすめ 夢をつかみとるための法則48』（ミライカナイブックス：2014年7月）

### 出演
テレビ番組
- 探偵！ナイトスクープ（朝日放送、2015年7月10日） - 「外野フライが捕れない！」において、依頼者の指導役として福本豊と共に出演。
- しくじり先生 俺みたいになるな!!（テレビ朝日、2015年11月2日） - 先生として出演。
- Qさま!!（テレビ朝日、2016年4月11日、5月30日）
- 明石家さんまのコンプレッくすっ杯（朝日放送、2016年9月23日）
- KHBスーパーベースボール（東日本放送、2016年4月23日初出演）
- おんな城主 直虎（NHK、2017年4月23日） - 山伏 役
- 爆報! THE フライデー（TBS、2020年2月21日） - 野村克也と共演[74]

他。
CM
- 株式会社トラバース[75]

#### 舞台
- 青空メロディーズ〜We are baseball girls!!〜（2024年2月3日、大塚・萬劇場） - GG佐藤 役[76]
- 青空メロディーズ〜2nd melody〜（2024年7月25日、新宿村LIVE）[77]